# Iglica gratulabunda
Iglica gratulabunda é uma espécie de gastrópode da família Hydrobiidae, uma lesma de água doce muito pequena com guelras e um opérculo. É endémica da Áustria. Provavelmente habita algum habitat subterrâneo de água doce, mas só é conhecida a partir de resíduos coletados nas margens de rios.